# Tau1 d'Aquari
Per altres sistemes estel·lars amb designació de Bayer, vegeu τ² Aquarii.
Tau¹ d'Aquari (τ¹ Aquarii) és una estrella de la Constel·lació d'Aquari. Està aproximadament a 260 anys llum de la Terra.
τ¹ d'Aquari és una nana de la seqüència principal blanca del tipus A i de la magnitud aparent +5,68.